# Brenneke
A Brenneke GmbH é uma fabricante alemã de munições e balas, com sede em  Langenhagen, Baixa Saxônia.

## Histórico e produtos
A empresa foi fundada por Wilhelm Brenneke em 1895 e atualmente pertence e é administrada por seu bisneto, Dr. Peter Mank.
A Brenneke GmbH fabrica cartuchos de espingarda para tiro ao alvo e caça, balas especiais para agências de aplicação da lei e para caça, bem como projéteis para recarga manual. Seus produtos mais conhecidos são os balotes Brenneke para escopetas e uma linha de balas de rifle.

## Padrão Langenhagener
Em 1990 sob o patrocínio da Brenneke, o padrão Langenhagener ("Langenhagener Norm" em alemão) foi criado. Essencialmente, significa que para a caça, o desvio da bala da espingarda não deve exceder a uma distância de 50 metros (55 jardas) um círculo com 10 centímetros (3,9 pol.) de diâmetro. Em armas combinadas (múltiplos canos), o desvio total de todos os três canos não deve exceder um círculo de 15 centímetros (5,9 pol.) De diâmetro.

## Balas para rifles
Todas as balas para rifles da Brenneke têm a chamada "torpedo-tail" (alemão: "Torpedo-Heck"), uma forma especial de "boat-tail".
As mais conhecidas são:
- TIG (alemão: Torpedo Ideal Geschoß), principalmente uma bala de fragmentação com um núcleo macio para caça de animais menores, desenvolvida entre 1917 e 1927.[6]
- TUG (alemão: Torpedo Universal-Geschoß), principalmente uma bala de deformação com um núcleo duro para caça de animais maiores, desenvolvida em 1935.[7]

De 1935 a 2003, Brenneke se concentrou em melhorar o balote Brenneke. tendo desenvolvido desde então, as seguintes versões:
- TOG (alemão: Torpedo Optimal-Geschoß) (2003), uma bala de deformação para caça de animais grandes.[9]
- TAG (alemão: Torpedo Alternativ-Geschoß) (2007), um projétil de deformação sem chumbo.[10]

Versões sem chumbo de TIG e TUG são construídas como "TIG nature" e "TUG nature".

### Brenneke TIG e TUG contra RWS ID e UNI
De 1972 a 2006, foram fabricados e desenvolvidos sob licença pela RWS; em 2006, a licença não foi renovada e a RWS começou a comercializar as balas como "ID-Classic" e "UNI-Classic" respectivamente, de 1 de julho de 2006 em diante. Em fevereiro de 2009, a Brenneke declarou que via as balas "ID-Classic" e "UNI-classic" como bens de consumo falsificados e abriu um processo contra a RUAG Amotec.
A Brenneke comercializa as balas, bem como a munição, de um fabricante diferente com seu próprio nome agora.

## Calibres
Wilhelm Brenneke desenvolveu alguns cartuchos de rifle. Normalmente, esses têm um comprimento de estojo de 64 milímetros (2,5 pol.) sem aro e 65 milímetros (2,6 pol.) com aro para armas combinadas e outros rifles de ação rápida que ainda são populares entre os caçadores europeus. Esses calibres são de uso civil exclusivo; portanto, eles são tremendamente populares em países que proíbem calibres militares como a França. São eles:
- 7×64mm / 7×65mm R (1917–1927)
- 8×64mm S (1912) / 8×65mm RS
- 9,3×64mm Brenneke (1927)